# بخش خنرال گیدو
بخش خنرال گیدو (به اسپانیایی: Partido de General Guido) یک منطقهٔ مسکونی در آرژانتین است که در استان بوئنوس آیرس واقع شده‌است. بخش خنرال گیدو ۲٬۳۴۰ کیلومتر مربع مساحت و ۲٬۷۷۱ نفر جمعیت دارد.